# Sathyabhama Das Biju

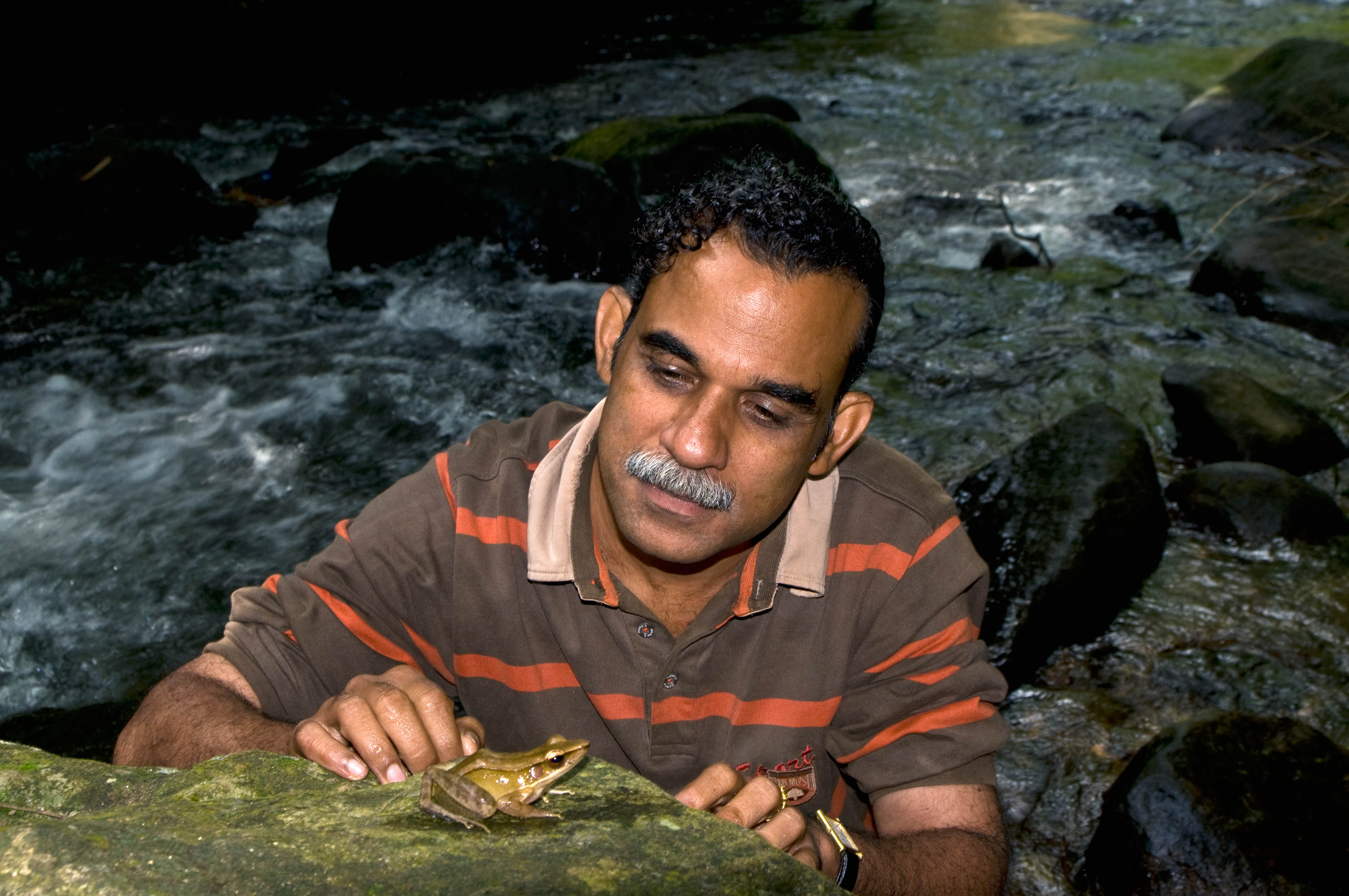
Sathyabhama Das Biju

Sathyabhama Das Biju (malayalam: സത്യഭാമാദാസ് ബിജു Sathyabhamadas Biju; * 9. Mai 1963 in Kadakkal im Kollam-Distrikt, Bundesstaat Kerala, Indien) ist ein indischer Herpetologe und Botaniker, der sich vor allem mit der Taxonomie von Amphibien, insbesondere von Fröschen beschäftigt.

## Frühe Jahre
Sathyabhama Das Biju wurde 1963 als zweites von drei Kindern der Eltern Sathyabhama and Krishnan Das im Dorf Kadakkal in Kerala geboren. In unterprivilegierten Verhältnissen aufwachsend, sorgte Biju schon früh für den Familienunterhalt, indem er morgens vor Schulbeginn arbeitete, was zu Lasten seiner schulischen Leistungen ging. Er hatte kein Englisch gelernt, sondern sprach Malayalam, seine Muttersprache.

## Ausbildung zum botanischen Taxonomen
Mit 20 Jahren beschloss Biju, Botanik zu studieren, ging ans renommierte University College der University of Kerala in der Hauptstadt Thiruvananthapuram und erwarb 1985 den Bachelor of Sciences. Danach wechselte ar ans Sree Narayana College in Kollam und schloss sein Studium 1987 mit dem Master of Sciences ab. 1992 ging Biju zur Promotion an die Universität Calicut, an der er 1999 mit der botanisch-taxonomischen Dissertation Taxonomic and Morphologic Studies on the family Convolvulacae of southern Peninsular India zum Doctor of Philosophy promoviert wurde. Während seiner Ph.D.-Zeit hatte er eine Stelle als Wissenschaftler am JNTBGRI Jawaharlal Nehru Tropical Botanic Garden and Research Institute in Thiruvananthapuram inne, die er bis 2004 fortführte.

## Wechsel in die Zoologie
Während seiner botanischen Feldforschungen in den Westghats vertiefte sich Bijus Interesse an Fröschen. Innerhalb der Promotionszeit legte er eine Sammlung von Individuen aus über 500 Fundplätzen dieser Region an. Seine erste und vielbeachtete zoologische Publikation A synopsis to the frog fauna of the Western Ghats, India erfolgte im Jahr 2001. Darin übte er offen Kritik an der Forschungssituation zu Amphibien, insbesondere zu Fröschen.
In der Folge publizierte Biju fortlaufend zu bisher wissenschaftlich nicht beschriebenen Anura-Arten, unter anderem zu Nasikabatrachus sahyadrensis, der vielbeachteten Entdeckung einer Spezies, die eine eigene und monotypische Familie innerhalb der Neobatrachia repräsentiert.

## Zweite Promotion und Tätigkeit als Hochschullehrer
Bereits im Jahr 2001 war Biju mit Franky Bossuyt von der Vrije Universiteit Brussel in Kontakt gekommen, dem Leiter des Amphibian Evolution Lab. Da er sich entschlossen hatte, weiterhin als zoologischer Taxonom zu arbeiten, ging er zu Bossuyt nach Brüssel und begann eine zweite Promotion, die er 2007 mit der Dissertation Frog Systematics and Conservation in the Western Ghats of India abschloss. Bereits 2005 war die Universität Delhi an ihn herangetreten, um ihn für eine Professur zu gewinnen, die er im Jahr 2006 dann antrat. Von 2019 bis 2020 war Biju Dekan der naturwissenschaftlichen Fakultät der Universität, seit 2022 hat er dort die Position eines Senior Professor inne und ist Leiter der Abteilung Environmental Studies.

## Kooperation
Sathyabhama Das Biju kooperiert mit dem Department of Organismic and Evolutionary Biology der Harvard University als Associate Scientist. Für den Zeitraum von 2023 bis 2024 wurde er von Harvard zum Radcliffe Fellow am gleichnamigen Radcliffe Institute for Advanced Study der Universität berufen.

## Forschung und Ergebnisse
Bei seiner wissenschaftlichen Arbeit führt Sathyabhama Das Biju etwa 4 Monate im Jahr Feldforschungen vor allem in den Westghats, einem der weltweit wichtigsten Biodiversitäts-Hotspots durch. Dabei arbeitet er eng mit der einheimischen Bevölkerung zusammen, beispielsweise mit Mitgliedern der indigenen Kani, deren Siedlungen in den Agastya-Malai-Bergen liegen. Die Tierbeobachtungen finden meistens abends und nachts statt.
Bijus Forschung hat die Amphibiensystematik, die evolutionäre Entwicklung, Verhaltensstudien und Biogeografie als Schwerpunkt. Sie trägt wesentlich zum Artenschutz durch deren Entdeckung und Beschreibung bei. Neben den über 100 wissenschaftlichen Publikationen, u. a. in renommierten Journals wie Nature, Science oder PNAS wurde seine Arbeit vielfach in der renommierten Populärpresse ausführlich vorgestellt, was zu  weltweiter Aufmerksamkeit für bedrohte Amphibien, besonders in Indien, führte.
Das zum Anlass seines 60sten Geburtstages veröffentlichte Personenportrait mit Interview summiert Bijus Entdeckungen auf 116 neue Amphibien-Taxa, davon 2 Familien, 10 Genera und 104 Arten – ungeachtet seiner botanischen Entdeckungen und Veröffentlichungen.

## Mitgliedschaft
Biju ist seit 2024 gewähltes Mitglied der Indian National Science Academy (INSA), eine der wichtigsten Akademien der Wissenschaften in Indien.

## Ehrungen (Auswahl)
- 2008 Sabin Award for Amphibian Conservation,[10]
- 2022 Kerala Sree Award, eine der höchsten zivilen Auszeichnungen des Bundesstaates Kerala.

Die zu den Ruderfröschen gehörende Spezies Beddomixalus bijui wurde mit dem Artnamen bijui nach Sathyabhama Das Biju benannt.

## Privatleben
Sathyabhama Das Biju hat eine ältere und eine jüngere Schwester. Er ist mit seiner Frau Anitha verheiratet, die er während seiner Promotionszeit an der Calicut-Universität kennenlernte. Während er in Taxonomie der Pflanzen promovierte, arbeitete sie in ihrer Promotion im Bereich Pflanzenzucht und Genetik.